# Labradorec
Labradorec je pasma psa. Najbolj je razširjen v ZDA in v Združenem kraljestvu.

## Zgodovina pasme
Domnevajo, da je pasma nastala na Novi Fundlandiji (Kanada), od koder so jo pripeljali v Anglijo v 19. stoletju. Prvi standard za labradorce so napisali leta 1887, kjer so še posebej cenili labradorčevo trdnost in vodljivost. Leta 1905 je bil priznan kot samostojna pasma. Sprva so bili labadorci samo črni, druge barve niso bile dovoljene. V Slovenijo sta prišla prva labradorca leta 1971 iz Švedske, leta 1975 pa smo dočakali prvo leglo. Nato so se labradorci hitro razširili in se uvrstili med najbolj priljubljene družinske pse.

## Videz
Labradorci so močni, srednje veliki psi. Imajo kratko, gosto in čvrsto dlako, ki po standardih naj ne bi bila valovita, rjave oči, močne čeljusti ter rep, ki se proti koncu oži.  Rep je značilnost te pasme. Podoben je vidrinemu repu. Zaželena višina za samce je 55-57 cm, za samice pa 54-56 cm. Tehta nekje od 25- 34 kg. Pri labradorcih je značilen zelo dolg razvoj, ki traja tam nekje do tretjega leta. Labradorci so lahko črne barve, rumene (ki obsega odtenke skoraj do rjave barve in pa sega vse do bele) ter rjave barve.
Rumena barva dlake je posledica prezgodnjega stop kodona na genu MC1R (melanocyte-stimulating hormone receptor). C->T mutacija povzroči zamenjavo arginina v stop kodon na poziciji 306 in posledično spremembo črne/rjave barve dlake v rumeno. Rumena barva se deduje avtosomalno recesivno.

## Učljivost
Potrebujejo veliko ukvarjanja, še posebej, če želimo od njih vse kar so sposobni. So zelo aktivni, vzdržljivi in imajo dober voh. Zaradi vseh teh lastnosti so primerni za reševalnega ali službenega psa, lovske preizkušnje, poslušnost, gibčnost, ... Poleg mejnega ovčarja (angl. Border collie) ga strokovnjaki prištevajo k najbolj pametnim pasmam.

## Skupina
Uradni, veljavni FCI so jim priznali 24.6.1987 v VIII. FCI-ju, pod sekcijo 1 (prinašalci) s številko 122. Spadajo v skupino šarivcev, prinašalcev in vodnih psov. Ker so delovnega značaja potrebujejo predvsem delovni izpit. 

## Labradorci na delu
Labradorec se pri delu odlično ujame z gospodarjem. Je zdrav, vzdržljiv in zelo odporen pes, zanesljiv, poslušen, energičen in družaben. Je zelo dober vodnik slepih ljudi, uporablja se jih tudi kot lavinske pse, učeni so tudi za iskanje tartufov, ... Skratka pametni psi, ki to kažejo na vseh področjih. Pripravljen je uspešno opraviti naloge, ki mu jih zada lastnik na razstavah in drugih tekmovanjih.

## Labradorec kot družinski pes
Po značaju je pasma zelo mirna. Je prijazen in ima zelo rad otroke. Dobro se razume z drugimi psi in z drugimi domačimi živalmi. Je značajsko stabilen pes in ni agresiven. Je neustrašen, predan svojemu gospodarju. Je razmeroma dober čuvaj. Primeren je tudi, kot prvi pes, saj je potrpežljiv. Rabi dolge sprehode saj je to pes, ki je aktiven in poln energije. Neizmerno radi imajo vodo, sneg - pravzaprav vse kar je povezano z vodo.

## Zdravje
Mladiči so primerni za oddajo v 8 tednu starosti. Življenjska doba labradorcev je 10 do 12 let, so zdrava pasma z razmeroma malo večjimi težavi. Večini primankuje hormona za nadziranje lakote zato se lahko brez ustreznega gibanja in vadbe  pretirano zredijo, kar pogosto vodi do displazije kolkov ali komolcev. Druge pogoste zdravstvene težave so sladkorna bolezen, artritis, slabeje mišic: redkeje  pa se pojavljajo tudi siva mrena, avtoimunske bolezni, gluhost in sindrom kolapsa zaradi napora (Exercise Induced Collapse - EIC).

### Sindrom kolapsa zaradi napora
EIC je genetski sindrom, ki se pojavlja pri labradorcih in nekaterih drugih pasmah. Prizadeti psi lahko prenašajo blago do zmerno telesno dejavnost, vendar 5 do 15 minut naporne vadbe povzroči izgubo nadzora nad zadnjimi udi ali pa doživijo popolni kolaps. Epizode kolapsa pogosto trajajo 5 do 10 minut, po 30 minutah mirovanja pride do popolnega okrevanja, občasno pa so taki dogodki tudi usodni. Najbolj prizadeti so psi, ki jih uporabljajo za lov ali za delo na terenu. Znaki se pokažejo pri mladih psih, ko začnejo s težkimi treningi - običajno med 7 mesecem starosti in 2 letom starosti. Prizadeti so lahko psi obeh spolov, intenzivni trening ni več mogoč, lahko pa živijo normalno življenje kot hišni ljubljenčki, saj ni videti, da bi ob kolapsu trpeli bolečine. Sindrom kolapsa zaradi napora je avtosomalna recesivna bolezen, vzročna mutacija se nahaja v genu za dinamin 1 (DNM1) na 9. pasjem kromosomu. Nezadostna aktivnost dinamina 1 pri homozigotih med naporom ali vznemirjenjem vodi v pomanjkanje zadostnega števila veziklov pri vzdrževanju sinaptične transmisije, ki se izrazi v izgubi motornih funkcij.